# Меловой Колодезь
Меловой Колодезь — деревня в Мантуровском районе Курской области. Входит в состав Ястребовского сельсовета.

## География
Меловой Колодезь находится в восточной части Мантуровского района. Находится в 146 километрах от Курска.

## История
Легенда об основании деревни Меловой Колодезь гласит: «Когда в деревне Репецкая Плата не стало места для дальнейшей застройки, возникла необходимость создания новой деревни. Двоих мужчин послали искать хорошее место для застройки. Мужчины объезжали местность и по едва знакомым им признакам искали воду. К вечеру ходоки притомились и, присев под деревом, задремали. Одному из них видится сон: спустился с неба ангел и сказал, указав на место: „Копайте здесь“. Взмахнул крыльями и улетел. Проснувшись, мужчина не понял, сон это был или явь. Он рассказал всё товарищу. И решили они попробовать: копали недолго, сначала шла земля, потом мел — и вдруг брызнула вода, да такая вкусная и чистая, побежала по меловым камешкам, что мужики наши остановились завороженные. В этом месте оказалось много ключей, из которых образовался ручей, а у его устья вскоре появилась новая деревня, которую назвали Меловой Колодезь».
До 2010 года Меловой Колодезь входил в состав Крутоверховского сельсовета. Согласно Закону Курской области от 26 апреля 2010 года № 26-ЗКО входит в укрупненный Ястребовский сельсовет.

## Население
| 2002 | 2010 |
| ---- | ---- |
| 99   | ↘60  |